# I det muntre hjørne
I det muntre hjørne er det 10. studiealbum af den danske sanger og sangskriver C.V. Jørgensen, der udkom i 1990 på Epic Records. Albummet er produceret af C.V. Jørgensen og indspillet i kælderen i hans hjem. I det muntre hjørne er mere nedtonet og akustisk end det forrige album, Indian Summer (1988). Om dette har C.V. Jørgensen udtalt: "Min nye plade er blottet for - skal vi kalde det - den statiske elektricitet, som har været der tidligere. Vi har fundet en form for musik, som jeg tror vil holde lang tid."
I Berlingske Tidende skrev Ebbe Rossander om I det muntre hjørne: "Der er en egen snigende kraft i sangene, en energi som, når den først rammer, er svær at slippe. Den tilsyneladende afslappethed hvormed musikken afleveres, »dækker over« en intensitet, som danner den perfekte baggrund for teksterne." Arne Møller fra BT gav albummet tre ud af seks stjerner, og skrev: "Når man abstraherer fra den mavesure revsende tekst, som bestemt ikke har megen antydning af munterhed, så er her faktisk tale om en flot guitar-plade". Anmelderen betegnede albummet som værende med en "Texas-lignede sound her og country-inspirerede rytmer". I sin anmeldelse for Ekstra Bladet, gav Anders Krag albummet fire ud af seks stjerner. Han sammenlignede C.V. Jørgensen med amerikanske Bob Dylan og skrev: "Danmark har fået sin - og der er mange slet skjulte citater af Dylan på 'I Det Muntre Hjørne', hvor folkesanger Jørgensen spørger, hvad man stiller op med al sin viden, når man har leflet hjernen bort."
Albummet vandt prisen for Årets danske rock-udgivelse, og var yderligere nomineret til Årets danske album ved Dansk Grammy 1991.

## Spor
Alle sange skrevet og komponeret af Valentin; undtagen "Træt som en junkie" tekst skrevet af Valentin og Lars Hybel. 
| #  | Titel                             | Længde |
| -- | --------------------------------- | ------ |
| 1. | "På gyngende grund"               | 4:55   |
| 2. | "Pligterne Kalder"                | 5:42   |
| 3. | "Træt som en junkie"              | 4:20   |
| 4. | "Det si'r sig selv"               | 5:18   |
| 5. | "Til skaberens fulde tilfredshed" | 5:00   |
| 6. | "Tre portrætter"                  | 3:33   |
| 7. | "For åbne mikrofoner"             | 3:48   |
| 8. | "Tiderne skifter"                 | 3:02   |
| 9. | "Tak for sangen"                  | 3:49   |